# 凝聚力

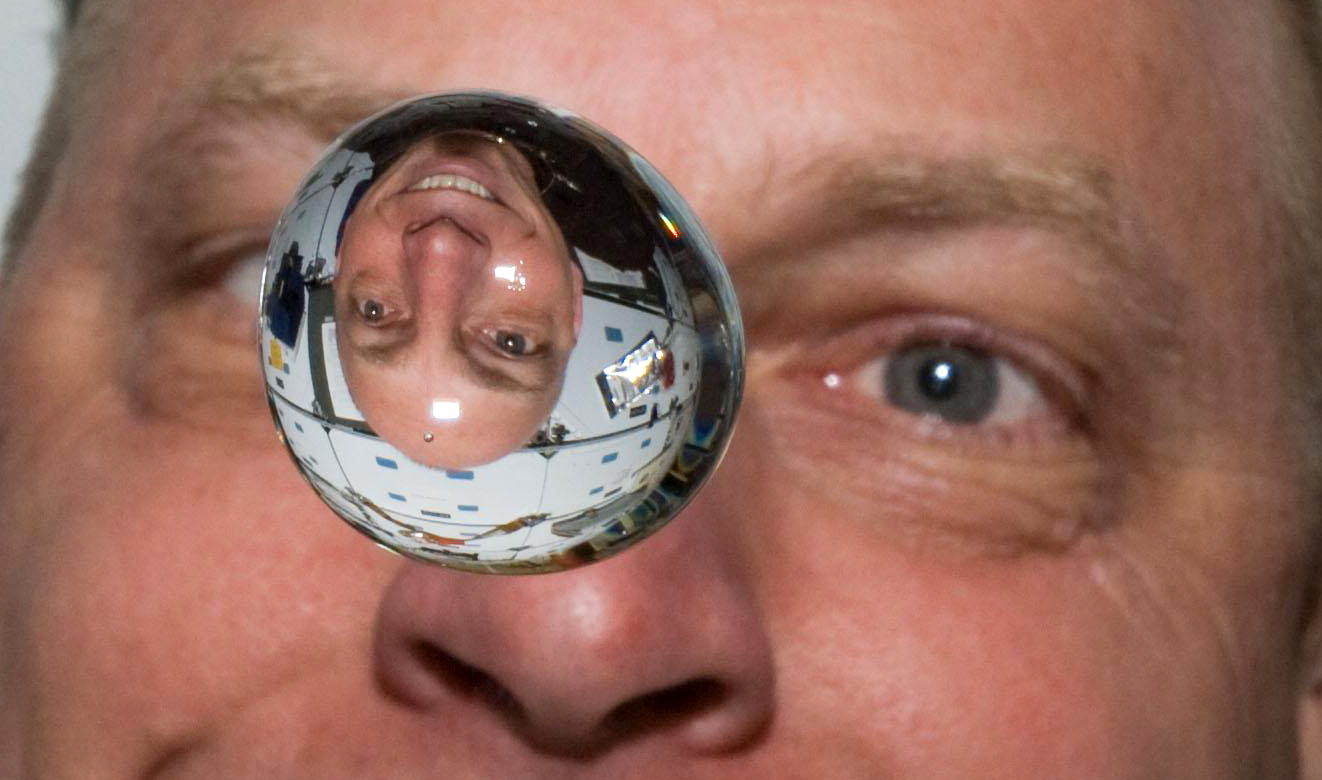
水的凝聚性质很明显。

凝聚力（英語：Cohesion）是分子之间因互相施加分子间作用力，从而表现出来的行为或者性质。它是化学物质的一种内在性质，由物质分子的形状、结构所决定。当分子互相接近时，这种形状、结构上的差异可使得分子中的电子分布变得不规则，使得分子间产生电吸引，维持成诸如水滴之类的微观形状。